# 反烤蘋果塔

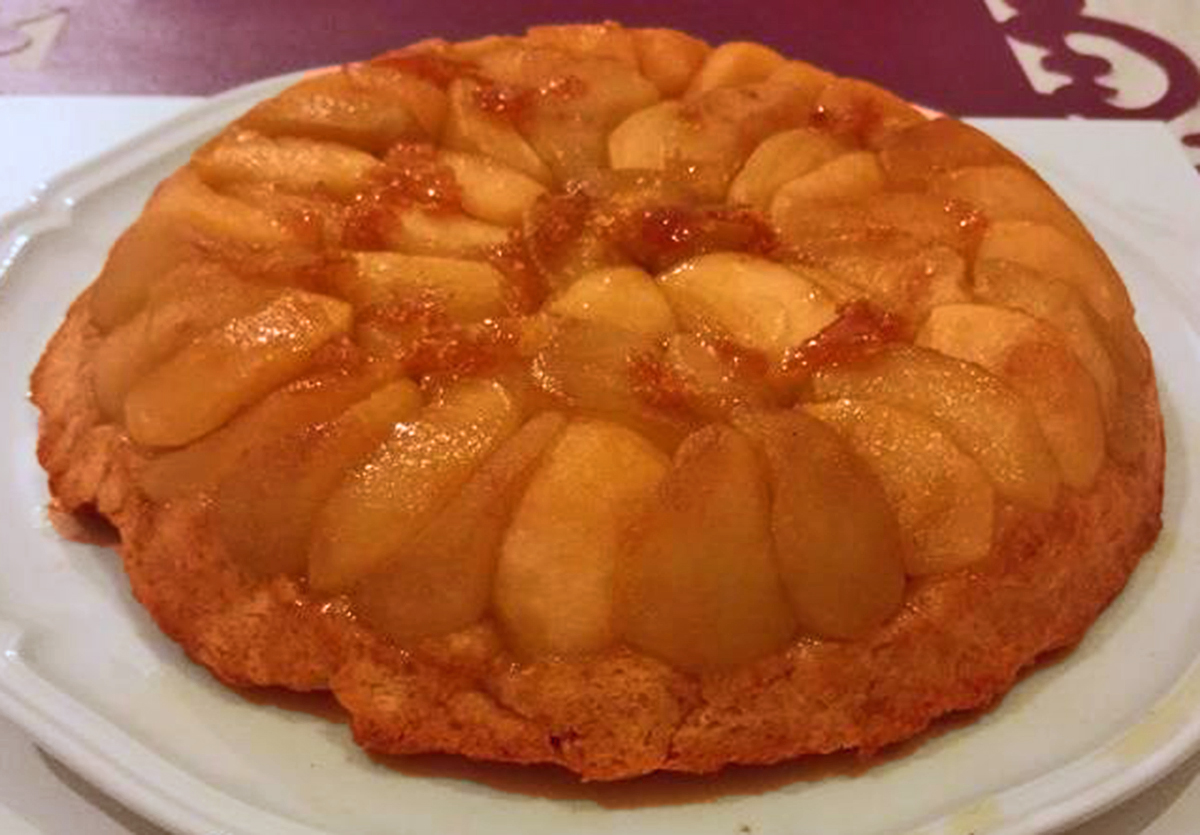
剛出爐的反烤蘋果塔

反烤蘋果塔（法語：tarte Tatin），又譯翻轉蘋果塔，是一種以蘋果為派皮、小麥粉為內餡的特殊塔類甜點，食用時會佐以鮮奶油、香草冰淇淋或者焦糖。其法語原文名稱來自其發源地，一座位於法國盧瓦-謝爾省拉莫特伯夫龍的飯店，這個飯店的名字叫做“塔譚”；而中文譯名則是根據其內容來翻譯的，因為其配置和一般的塔派相反故而得名。

## 歷史

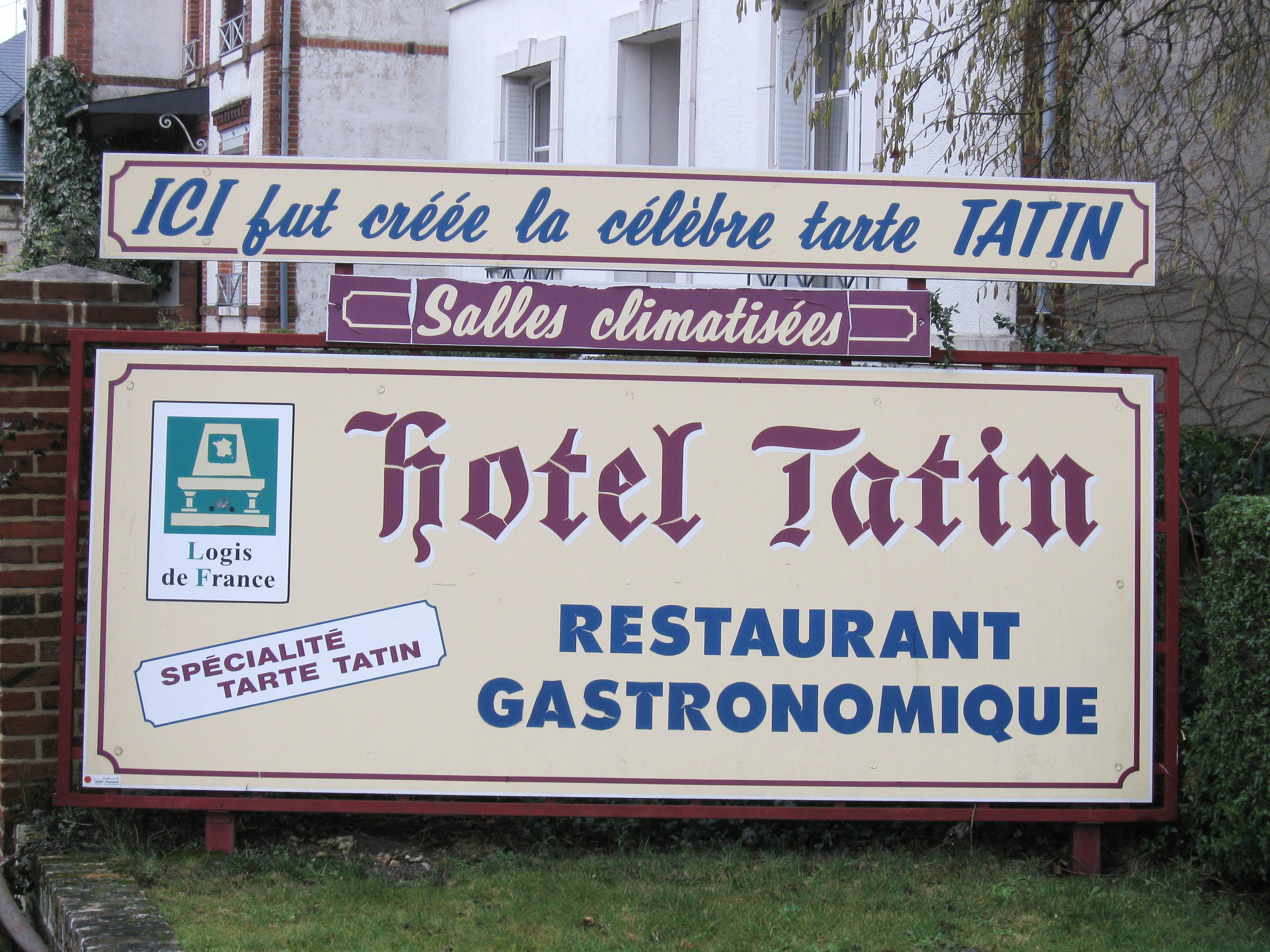
塔譚飯店

關於反烤蘋果塔的發明者與起源年代已不可考，最常見的說法為塔譚飯店的經營者──史蒂芬妮·塔譚與卡洛琳·塔譚姊妹於19世紀發明。傳聞史蒂芬妮某日在準備作為飯後甜點的蘋果塔時，不慎將未鋪放麵團的蘋果餡直接放進烤箱烘烤。為了彌補錯誤，她只好把趕工出的麵團倒放在蘋果餡上，待麵團呈現金黃色澤時再將蘋果塔翻正。沒想到成品意外廣受好評，遂成為飯店的招牌菜。

塔譚姊妹過世後，反烤蘋果塔的食譜被保留下來，於20世紀受到巴黎名餐廳馬克西姆餐廳與美食評論家科儂斯基的推廣而流行，並傳至國外。